# Tetsuro Matsuzawa
Tetsuro Matsuzawa (松沢 哲郎 Matsuzawa Tetsurō, Ehime, 15 de octubre de 1950) es catedrático de primatología en la Universidad de Kioto, donde  dirige desde 2006 el Primate Research Institute (Instituto de Investigación de Primates).  
Matsuzawa es conocido por sus estudios sobre la mente de los  chimpancés, tanto en el laboratorio como en la naturaleza. Su trabajo de laboratorio consiste en el "Proyecto Ai", el cual se centra en  habilidades próximas a las lingüísticas, conceptos numéricos y capacidad de memoria en los chimpancés. El nombre del proyecto se debe a una chimpancé hembra llamada Ai, que ha desempeñado desde el principio un papel importante en este estudio, iniciado en 1978. Su hijo Ayumu ha puesto de manifiesto que los chimpancés tienen una capacidad de memoria a corto plazo superior a la de los humanos. Matsuzawa también estudia desde 1986 el uso de herramientas por parte de los chimpancés en la naturaleza en Bossou, Guinea, África Occidental. Su interés principal es entender las diferencias entre la mente de los chimpancés y la de los humanos. En sus propias palabras, "busca la base evolutiva de la mente humana".

## El Proyecto Ai
El Proyecto Ai comenzó en noviembre de 1977 con la llegada a la Universidad de Kioto de una pequeña bebé chimpancé de un año, a la que pusieron de nombre Ai. 

«A partir de entonces, cada día ha sido único y memorable para mí. Cada nuevo hallazgo y cada nueva experiencia debida a mis interacciones diarias con Ai era algo asombroso. En cierto sentido, era ella quien me guió hacia varias cuestiones relacionadas con la mente del chimpancé.»

Tetsuro Matsuzawa

A diferencia de otros primatólogos que habían criado un pequeño chimpancé de manera similar a un niño, buscando sobre todo la comunicación entre humanos y chimpancés, Matsuzawa no quiso que  Ai se impregnara, por así decirlo, de la cultura humana. Sin embargo, mantuvo con ella, desde el principio, una relación marcada por el afecto y la confianza mutua.
En 1985 apareció en Nature el primer artículo sobre el proyecto. Se informó de que Ai había aprendido a usar los numerales para representar cantidades. Además, había aprendido los ideogramas correspondientes a 10 colores, y se pudo comprobar que los chimpancés clasifican los colores de manera muy similar a como lo hacen los humanos. Ai trabajaba con una pantalla táctil con la que la pequeña se familiarizó rápidamente.

### Chimpancés trabajando con números
La parte más trascendente del estudio se llevó a cabo con seis  chimpancés, tres madres (entre ellas Ai) con sus crías. Como hemos visto, Ai ya había aprendido los numerales y la correspondencia de éstos con las cantidades; los demás sujetos habían participado en algún estudio, pero no habían visto aún los números. En el momento en que dio comienzo esta investigación, los pequeños tenían cuatro años. Lo primero que se hizo fue enseñarles la secuencia de numerales del 1 al 9. Los sujetos tenían que tocar en el orden correcto, de menor a mayor, los números que aparecían en la pantalla; al principio, eran números consecutivos, (3, 4, 5, 6) luego faltaban algunos (1, 2, 6, 8). Al cabo de un año, los chimpancés dominaban perfectamente esta tarea y se pasó a la segunda fase, más relacionada  con la memoria, y concretamente con lo que se conoce como memoria de trabajo.
Ahora, tras tocar el primer número, todos los demás desaparecen, y en su lugar se visualizan cuadrados blancos. El sujeto debe tocar estos cuadrados, que están, por así decirlo, tapando los números, en el orden correcto. Todos los sujetos llegaron a superar la prueba. Si bien se cometía algún error, los resultados estaban muy por encima de lo que sería acertar por casualidad. En general, los pequeños lo hacían mejor que sus madres, y el mejor de todos era Ayumu. Los humanos sometidos a la prueba fueron todos más lentos que los tres chimpancés más jovencitos.
A continuación, se puso en marcha el tercer tipo de prueba; una nueva manera de comparar la memoria de trabajo de humanos y chimpancés. Ahora, el sujeto está ante una pantalla en blanco salvo por un pequeño círculo. Cuando toca el círculo, inmediatamente se visualizan varios números, pero solo  permanecen en la pantalla durante un breve lapso de tiempo y automáticamente son sustituidos por los cuadrados blancos. Se hicieron pruebas con un lapso de tiempo de 650, 430 y 210 milisegundos. La duración más corta, 210 milisegundos, es muy cercana a la frecuencia del movimiento sacádico del ojo humano. Esto significa que en estas condiciones, el humano no dispone de tiempo suficiente para explorar toda la pantalla con el movimiento del ojo. 
Esta tarea permite realizar una comparación objetiva entre las dos especies, en condiciones absolutamente idénticas. Se compararon los siguientes sujetos: Ai, la mejor situada entre las madres; Ayumu, el mejor jovencito, y nueve sujetos humanos, todos ellos estudiantes universitarios. En estos, el porcentaje de aciertos disminuyó al acortarse el tiempo de retención. Lo mismo le ocurrió a Ai, la cual, en término medio, quedó por debajo de los humanos. Sin embargo, Ayumu mantuvo el porcentaje de aciertos prácticamente al mismo nivel, independientemente de que el periodo de retención de la imagen fuera inferior o superior. Queda demostrado que los chimpancés son capaces de memorizar, con tan solo un brevísimo vistazo, los numerales repartidos por la pantalla. Ayumu quedó mejor que los sujetos humanos, tanto en velocidad como en precisión. Es un fenómeno que recuerda a la "memoria fotográfica". Podría estar relacionado con la memoria eidética. De todos modos, hay investigadores que atribuyen el rendimiento superior de los chimpancés al entrenamiento al que fueron sometidos.

## Estudio sobre los chimpancés de Bossou
La comunidad de chimpancés de Bossou  se compone de alrededor de 12 individuos que están siendo estudiados por investigadores japoneses desde hace tres décadas. A estos  chimpancés se los conoce por ser capaces de usar un par de rocas como martillo y yunque para partir nueces de aceite de palma. La investigación a largo plazo del uso de herramientas por parte de chimpancés salvajes ha revelado cuestiones de interés. Entre ellas, que existe un período crítico para el aprendizaje de cascar nueces, alrededor de los tres a cinco años de edad; que hay dos tipos de aprendizaje, la "educación  maestro-aprendiz" y el aprendizaje observacional. Otros temas que se han estudiado son la posesión de rocas, el engaño, nuevos usos de herramientas como el utilizar  palas con algas, empleo de hojas como almohadas, variabilidad cultural en comunidades adyacentes, etc.  
El enfoque de la investigación de Matsuzawa consiste en sintetizar el trabajo de campo y el  de laboratorio para comprender mejor la naturaleza mental de los chimpancés, nuestros vecinos evolutivos. 
Sus investigaciones sugieren que los chimpancés superan a los humanos en algunas tareas sencillas de memoria. Ha argumentado que esto es prueba de que la capacidad de memoria en jóvenes chimpancés  es superior a lo que se conoce en humanos adultos. Se debe hacer notar que la exactitud de estos hallazgos ha sido puesta en duda. Silberberg & Kearns (2008) han argumentado que la diferencia en el rendimiento entre humanos y chimpancés puede ser explicada por el efecto del entrenamiento en los chimpancés estudiados.